# Резолюція Ради Безпеки ООН 20
Резолюція Ради Безпеки ООН 20 — резолюція, прийнята 10 березня 1947 року, яка відгукнулася на першу доповідь Комісії з атомної енергії, закликала комісію продовжити розслідування міжнародного контролю над атомною енергією і попросила її представити другий звіт до початку наступної сесії Генеральної Асамблеї.